# American Symphony Orchestra
American Symphony Orchestra – orkiestra założona przez Leopolda Stokowskiego w Nowym Jorku w 1962 roku. Obecnie dyrektorem muzycznym i głównym dyrygentem jest Leon Botstein.